# Phyllactis pulvinata
Phyllactis pulvinata là một loài thực vật có hoa trong họ Kim ngân. Loài này được Rauh & Willer miêu tả khoa học đầu tiên năm 1963.